# Paul Raven
Pour les articles homonymes, voir Raven.
Paul Raven (né le 16 janvier 1961, Angleterre et mort le 20 octobre 2007, Suisse), est un bassiste rock connu pour son travail au sein des groupes Killing Joke, Prong et Ministry.

## Carrière professionnelle
La carrière de Paul Raven, en tant que bassiste professionnel, commence réellement lorsqu'il est retenu par les membres de Killing Joke pour remplacer Youth. Peu de temps après, le groupe part en tournée nord-américaine et c'est ainsi que, parmi les premières prestations scéniques enregistrées de Raven, figure le maxi 45 tours « HA », dont la prise de son a lieu à Toronto, au Canada.
Les carrières de Killing Joke et de Paul Raven sont liées une première fois jusqu'en 1988, quand ce dernier décide de quitter le groupe lors des tumultueuses sessions d'enregistrement de l'album Outside the Gate. Cependant, il revient brièvement en 1990 pour participer à l'album Extremities, Dirt and Various Repressed Emotions.
Après la tournée de promotion de ce dernier album, le groupe se sépare à nouveau. En 1991, tous les membres, excepté Jaz Coleman, le chanteur, rejoignent le groupe Murder, Inc.. Raven, à cette période, rejoint également les rangs du très ambitieux projet de Martin Atkins (ancien batteur de Killing Joke), Pigface. Ce collectif musical compte rapidement plusieurs dizaines de contributeurs d'horizons divers, les effectifs changeant à chaque séance de travail.
Une seconde période florissante pour Raven commence lorsqu'il est invité, en 1994, à rejoindre le groupe de metal new-yorkais Prong. Il apparaît sur deux albums de cette formation. Après la séparation de Prong, il entame une carrière de producteur, arrangeur et musicien dans plusieurs autres groupe.
En 1998, il est sollicité par Hideto "Hide" Matsumoto, ainsi que Ray McVeigh (The Professionals), Joey Castillo (Danzig) et I.N.A. (Hide With Spread Beaver), pour jouer dans sa nouvelle formation : Zilch. Mais le décès de Hide en mai 1998, peu avant la sortie de leur premier album, 3.2.1., contraint le groupe à se séparer quelques années plus tard. En 2001, Raven intègre Godflesh, le groupe du britannique Justin Broadrick dans lequel joue déjà son ancien collègue de Prong, Ted Parsons, le temps d'une tournée. Broadrick saborde le groupe peu de temps après la fin de cette tournée.
Il rejoint Killing Joke en 2003 et participe à l'enregistrement de deux albums du groupe, Killing Joke (2003) et Hosannas from the Basements of Hell (2006). Cependant, Raven finit par quitter Killing Joke pour intégrer Ministry en 2005, aux côtés du chanteur guitariste de Prong Tommy Victor, et ainsi participer à l'enregistrement de deux albums du groupe de Al Jourgensen : Rio Grande Blood (2006) et The Last Sucker (2007). Il forme en parallèle le groupe Mob Research avec l'ancien chanteur de Warrior Soul, Kory Clarke.
Il meurt à Genève le 20 octobre 2007, à l'âge de 46 ans, d'une attaque cardiaque qui survient alors que Raven est en Suisse pour la phase d'enregistrement de l'album Weird Machine de Treponem Pal.

## Discographie
| Groupe       | Titre                                            | Date de sortie |
| ------------ | ------------------------------------------------ | -------------- |
| Killing Joke | Fire Dances                                      | 1983           |
| Killing Joke | Night Time                                       | 1985           |
| Killing Joke | Brighter Than a Thousand Suns                    | 1986           |
| Killing Joke | Extremities, Dirt and Various Repressed Emotions | 1990           |
| Pigface      | Welcome to Mexico... Asshole                     | 1991           |
| Murder, Inc. | Murder, Inc.                                     | 1992           |
| Pigface      | Fook                                             | 1992           |
| Prong        | Cleansing                                        | 1994           |
| Prong        | Rude Awakening                                   | 1996           |
| Zilch        | 3.2.1.                                           | 1998           |
| Killing Joke | Killing Joke                                     | 2003           |
| Killing Joke | XXV Gathering!: Let Us Prey                      | 2005           |
| Killing Joke | Hosannas from the Basements of Hell              | 2006           |
| Ministry     | Rio Grande Blood                                 | 2006           |
| Ministry     | The Last Sucker                                  | 2007           |
| Mob Research | Holy City Zoo                                    | 2008           |
| Treponem Pal | Weird Machine                                    | 2008           |